# فهرست آموزشگاه‌های دریایی ایران

## استان تهران
- دانشکده مهندسی دریا در دانشگاه صنعتی امیرکبیر
- دانشکده علوم و فنون دریایی در دانشگاه آزاد اسلامی واحد علوم و تحقیقات
- دانشکده علوم و فنون دریایی در دانشگاه آزاد اسلامی واحد تهران شمال
- گروه مکانیک دریا - دانشکده مکانیک در دانشگاه صنعتی شریف
- گروه مهندسی عمران در سازه‌های دریایی - دانشکده فنی، دانشگاه تهران
- مؤسسه آموزشی کشتیرانی جمهوری اسلامی ایران

## استان اصفهان
- مجتمع علوم و فناوری دریایی - دانشگاه صنعتی مالک اشتر

## استان آذربایجان شرقی
- سازه‌های دریایی - گروه مهندسی عمران دانشگاه صنعتی سهند

## استان‌های ساحلی

### استان بوشهر
- دانشکده دریانوردی، دانشگاه آزاد اسلامی واحد خارک (جزیره خارگ)
- دانشکده مهندسی کشتی سازی - دانشگاه خلیج فارس(بوشهر)
- مؤسسهٔ آموزشی کشتیرانی جمهوری اسلامی ایران (بوشهر)

### استان مازندران
- دانشگاه علوم و فنون دریایی امام خمینی (نوشهر) از نیروی دریایی ارتش جمهوری اسلامی ایران
- دانشکده منابع طبیعی و علوم دریایی - دانشگاه تربیت مدرس(نور)
- آموزشکده علوم دریایی شرکت ملی نفتکش ایران(محمودآباد)
- دانشکده علوم دریایی از دانشگاه صنعت نفت(محمودآباد)
- دانشگاه صنعتی نوشیروانی بابل

### استان خوزستان
- دانشگاه علوم و فنون دریایی خرمشهر

### استان سیستان و بلوچستان
- دانشگاه دریانوردی و علوم دریایی چابهار

### استان هرمزگان
- دانشگاه صنایع دریایی امیرکبیر(بندرعباس)
- دانشگاه هرمزگان

### استان گلستان
- دانشگاه گلستان(گرگان)
- دانشگاه علوم کشاورزی و منابع طبیعی گرگان

### استان گیلان
- دانشگاه علوم و فنون دریایی امام خامنه ای از نیروی دریایی سپاه پاسداران انقلاب اسلامی (زیباکنار)
- آموزشکده علوم و فنون دریایی شهید خدادادی (بندر انزلی)